# ARH (Automarke)

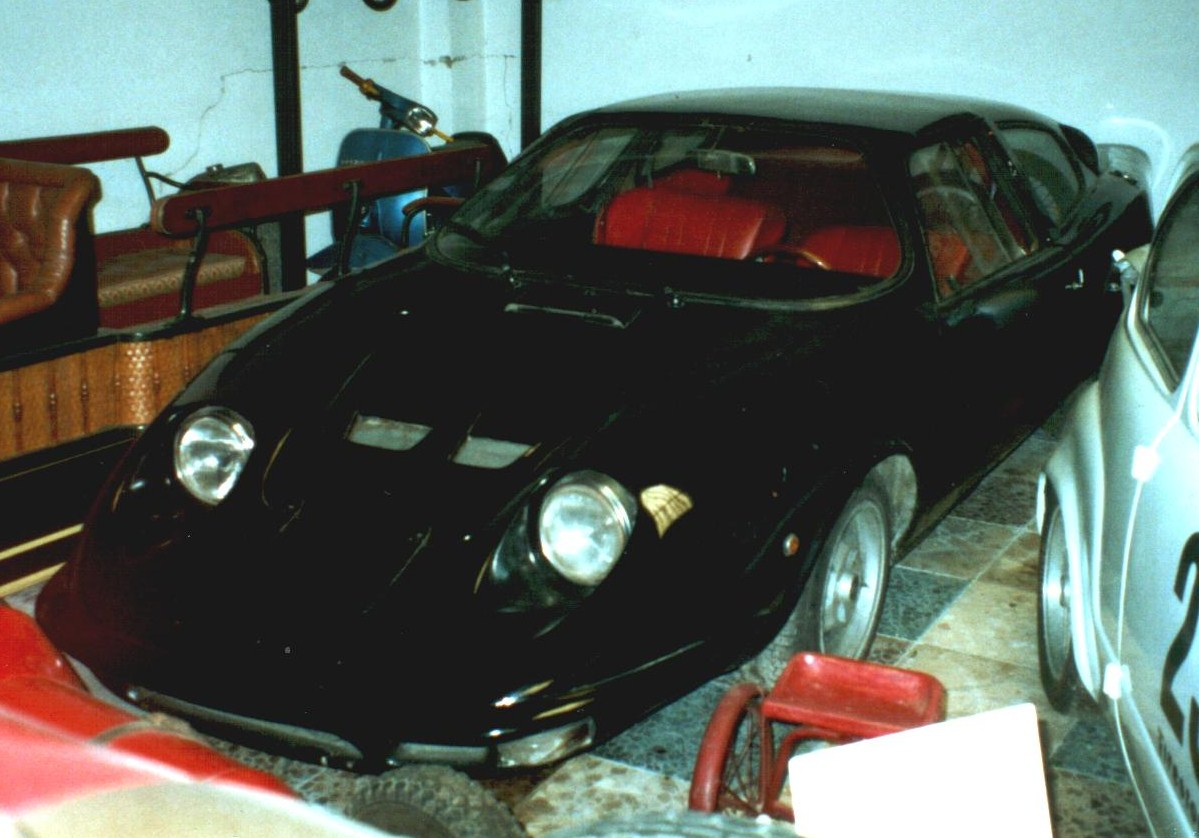
ARH von 1971

ALBISA HUGAR war ein spanischer Hersteller von Automobilen.

## Unternehmensgeschichte
José Ramón Almagro und Antonio Bienvenida waren die Direktoren der Firma Albisa, spanischer Simca-Chrysler-Importeur mit Sitz in Madrid. José Ramón Almagro und Antonio Bienvenida  begannen 1969 in Madrid mit der Produktion von Automobilen und wurden dabei von Simca unterstützt. Ricardo Huertas war der Konstrukteur. Nach einem schweren Unfall bei der Rallye de Avila zog Simca-Chrysler ihre Unterstützung des Projektes zurück. Ende 1972 endete die Produktion.

## Fahrzeuge
Das einzige Modell war der ARH Cóndor. Es war ein Coupé mit Fiberglaskarosserie. Der Vierzylindermotor mit wahlweise 1200 cm³ oder 1600 cm³ Hubraum leistete bis zu 125 PS und kam von Simca. Die Fahrzeuge wurden auch bei Sportwagenrennen und Rallyes eingesetzt. Insgesamt wurden einschließlich der Rennversionen acht Fahrzeuge hergestellt.
Ein Fahrzeug dieser Marke ist im Automuseum Collecció d’Automòbils de Salvador Claret in Sils zu besichtigen.